# Wasserstraßen- und Schifffahrtsamt Donau MDK
Das Wasserstraßen- und Schifffahrtsamt Donau MDK (WSA Donau MDK) ist ein Wasserstraßen- und Schifffahrtsamt in Deutschland. Es gehört zum Dienstbereich der Generaldirektion Wasserstraßen und Schifffahrt.
Das Amt ist am 2. Mai 2019 aus der Zusammenlegung der bisherigen Wasserstraßen- und Schifffahrtsämter Nürnberg und Regensburg hervorgegangen und das dritte neue Wasserstraßen- und Schifffahrtsamt im Zuge der Ämterreform. Das in der offiziellen Bezeichnung des Amts stets abgekürzte „MDK“ meint den Main-Donau-Kanal.

## Zuständigkeit
Das Wasserstraßen- und Schifffahrtsamt Donau MDK ist zuständig für den Main-Donau-Kanal von der Einfahrt vom Main bei Bamberg (MDK-km 0,00) bis MDK-km 170,78 bei Kelheim. Außerdem fällt die Einfahrt vom Main-Donau-Kanal in die Donau bei Kelheim (2414,72 Donau-km) bis Jochenstein (Donau-km 2201,75) an der Österreichischen Grenze in den Zuständigkeitsbereich.

## Aufgaben
Zu den Aufgaben des Wasserstraßen- und Schifffahrtsamtes gehören:
- Unterhaltung der Bundeswasserstraßen im Amtsbereich
- Betrieb und Unterhaltung baulicher Anlagen, z. B. Schleusen, Wehre und Brücken
- Aus- und Neubau
- Unterhaltung und Betrieb der Schifffahrtszeichen
- Erfassung und Auswertung von Wasserständen, Abflüssen und umweltrelevanten Daten
- Übernahme strom- und schifffahrtspolizeilicher Aufgaben.

## Dienstorte, Außenbezirke und Bauhöfe
Das Wasserstraßen- und Schifffahrtsamt Donau MDK hat Dienstorte in Nürnberg und Regensburg. Außenbezirke befinden sich in Passau, Deggendorf, Straubing, Regensburg, Riedenburg, Hilpoltstein, Nürnberg und Neuses. Das Wasserstraßen- und Schifffahrtsamt Donau MDK unterhält zudem Bauhöfe in Nürnberg und Passau.